# Liste der Kulturdenkmale in Allmannsweiler
In der Liste der Kulturdenkmale in Allmannsweiler sind alle Bau- und Kunstdenkmale der Gemeinde Allmannsweiler und ihrer Teilorte verzeichnet. Sie leitet sich aus der Liste des Landesamts für Denkmalpflege Baden-Württemberg, dem „Verzeichnis der unbeweglichen Bau- und Kunstdenkmale und der zu prüfenden Objekte“ ab. Diese Liste wurde im Dezember 2000 erstellt. Die Teilliste für den Landkreis Biberach hat den Stand vom 30. März 2009 und verzeichnet sechs unbewegliche Bau- und Kunstdenkmäler.

## Allgemein
- Bild: Zeigt ein ausgewähltes Bild aus Commons, „Weitere Bilder“ verweist auf die Bilder im Medienarchiv Wikimedia Commons.
- Bezeichnung: Nennt den Namen, die Bezeichnung oder die Art des Kulturdenkmals.
- Lage: Straßenname und Hausnummer oder Flurstücknummer des Kulturdenkmals, gegebenenfalls auch den Ortsteil. Die Grundsortierung der Liste erfolgt nach dieser Adresse. Der Link (Karte) führt zu verschiedenen Kartendiensten mit der Position des Kulturdenkmals. Fehlt dieser Link, wurden die Koordinaten noch nicht eingetragen. Sind diese bekannt, können sie über ein Tool mit einer Kartenansicht einfach nachgetragen werden. In dieser Kartenansicht sind Kulturdenkmale ohne Koordinaten mit einem roten bzw. orangen Marker dargestellt und können durch Verschieben auf die richtige Position in der Karte mit Koordinaten versehen werden. Kulturdenkmale ohne Bild sind an einem blauen bzw. roten Marker erkennbar.
- Datierung: Baubeginn, Fertigstellung, Datum der Erstnennung oder grobe zeitliche Einordnung entsprechend des Eintrags in der zuständigen Denkmaldatenbank (Landesamt für Denkmalpflege Baden-Württemberg).
- Beschreibung: Kurzcharakteristik des Kulturdenkmals.

## Allmannsweiler
Allmannsweiler ist eine kleine Gemeinde und liegt geographisch zwischen Bussen und dem Federseegebiet in Oberschwaben.
| Bild           | Bezeichnung               | Lage               | Beschreibung | Bauzeit  | Eingetragen seit | Denkmal- nummer |
| -------------- | ------------------------- | ------------------ | --- | -------- | ---------------- | --------------- |
|                | Bauernhaus                | Buchauer Straße 10 | Einhaus, zweigeschossig, Fachwerkgiebel, Satteldach 17. Jahrhundert, verändert im 19. und frühen 20. Jahrhundert                                                                                            |          | Prüffall         | 1               |
| weitere Bilder | Kirche zum Heiligen Kreuz | Buchauer Straße 11 | Gotisches Schiff, rechteckiger Grundriss, Turm im Norden von 1516/17, Sakristei von 1877, Innenraumausstattung von 1737, Friedhof teilweise ummauert, Friedhofskreuz, Gefallenendenkmal 1914–18 und 1939–45 | vor 1353 | §2               | 2               |
|                | Wegekreuz                 | Untere Gasse 1     | Flurkreuz des ehemaligen Abteimaierhofes Damenstift Buchau, hölzerner Corpus |          | §2               | 3               |

### Außerhalb der Ortslage
| Bild | Bezeichnung | Lage                                                             | Beschreibung                                                                                               | Bauzeit | Eingetragen seit | Denkmal- nummer |
| ---- | ----------- | ---------------------------------------------------------------- | --- | ------- | ---------------- | --------------- |
|      | Wegekreuz   | Weg von Allmannsweiler in Richtung Schellenberg, links (BC 1131) | Hochkreuz, Flurkreuz des ehemaligen Maierhofes, Corpus 19. Jahrhundert an der Wohnhausfassade transloziert |         | §2               | 4               |
|      | Bildstock   | Krautlandweg (BC 1130)                                           | Verputzer Viereckpfeiler, in der Nische Muttergottes                                                       | 1912    | §2               | 5               |
|      | Wegekapelle | Straße von Allmannsweiler zum Ottobeurer Hof (Flstnr. 253)       | Backsteinbau, konchenartige Heiligennische darin Muttergottesstatue, Ziegeldach                            | 1912    | §2               | 6               |